# Ljubov' Sobol'
Ljubov' Ėduardovna Sobol' (in russo Любовь Эдуардовна Соболь?; Lobnja, 13 settembre 1987) è una politica, attivista e avvocata russa, esponente dell'opposizione e del partito Russia del Futuro di Aleksej Naval'nyj, più volte arrestata nelle dimostrazioni di protesta.

## Biografia
Nata a Lobnja, nell'oblast' di Mosca, si è diplomata in una scuola ginnasiale per poi laurearsi con eccellenza nel 2011 alla Facoltà di Giurisprudenza dell'Università statale di Mosca. Parallelamente ai suoi studi, ha lavorato presso il tribunale distrettuale Presnenskij di Mosca come segretaria della sessione del tribunale e come assistente del giudice.
Nel 2011-2012 ha preso parte a varie forme di attività politico-civile, dai raduni di opposizione contro il governo di Vladimir Putin a iniziative di volontariato ad Astrachan' e assistenza a Krymsk. È stata anche osservatrice a vari livelli nelle elezioni. Dal marzo 2011 è avvocato del progetto RosPil, ideato da Naval'nyj per combattere la corruzione nell'ambito delle spese di bilancio del governo.
Nello stesso anno, l'edizione in lingua russa di Forbes ha assegnato a Ljubov' Sobol' il settimo posto nella classifica 2011 dei "volti che pochi conoscono", un riconoscimento attribuito alle personalità più influenti dell'anno, ma ancora relativamente sconosciute. Il 22 ottobre 2012, è stata eletta nella lista civile del Consiglio di coordinamento dell'opposizione russa, ricevendo 25.270 voti e ottenendo il quindicesimo posto, davanti a politici famosi come Boris Nemcov e Sergej Udal'cov.
Nel marzo 2016, ha annunciato l'intenzione di candidarsi nel distretto amministrativo centrale di Mosca alle elezioni per la Duma di Stato dell'autunno del 2016 ma il 24 maggio ha ritirato la candidatura.
Il 19 maggio 2018 è diventata membro del Consiglio centrale del partito politico di Aleksej Naval'nyj, Russia del futuro (fino al 2018, il Partito del progresso).  Nel 2019, ha nuovamente preso parte alla campagna per l'elezione alla Duma della città di Mosca ma la sua candidatura non è stata ammessa. Il 2 settembre è stata arrestata a Mosca dalla polizia dopo una manifestazione di protesta durante il fine settimana. Non è stata l'unica volta.
Nel 2019 è stata inclusa dalla BBC nella lista delle 100 donne ispiratrici e più influenti di tutto il mondo, nella categoria "Leadership".
È stata arrestata dalla polizia, il 22 dicembre 2020, di fronte alla casa del presunto avvelenatore di Naval'nyj, l'agente del FSB Kudrjavcev.
Il 23 gennaio 2021, durante le proteste pro-Naval'nyj, è stata allontanata con la forza dalla polizia durante un'intervista con i giornalisti. Il 3 agosto 2021 è stata giudicata colpevole di incitamento alla violazione delle norme anti COVID-19 e condannata a un anno e mezzo di restrizioni sulla libertà vigilata. Sobol' ha dichiarato che l'accusa è priva di fondamento e ha motivazioni politiche. L'organizzazione per i diritti umani Memorial l'ha riconosciuta come prigioniera politica. 
L'8 agosto 2021 i media russi hanno riferito che aveva lasciato la Russia, dopo aver preso un volo dall'aeroporto Vnukovo di Mosca verso la Turchia.
Nell'ottobre 2021 è stata inserita nella lista di ricercati in Russia.

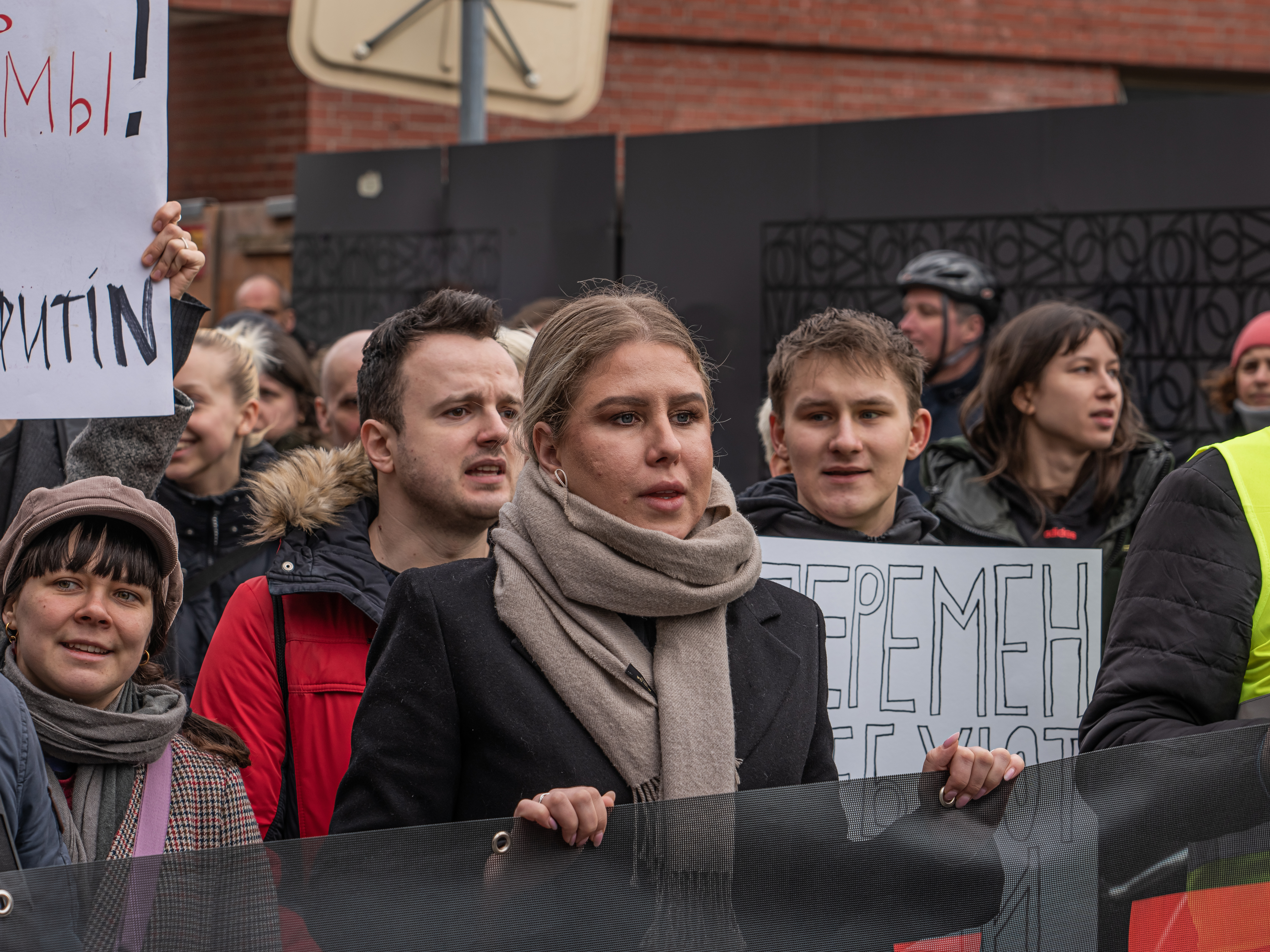
Lyubov Sobol tra i partecipanti alla manifestazione di protesta davanti all'ambasciata russa, a Berlino, il 18 febbraio 2024

Sobol' ha rilasciato una dichiarazione sulla morte di Aleksej Naval'nyj, riportata il 16 febbraio 2024, ricordando al pubblico che Naval'nyj era in buona salute prima dell'avvelenamento del 2020 e che aveva recuperato la salute in Germania prima del suo arresto e reclusione. Ha concluso che "abbiamo bisogno che il regime di Putin finisca, e non dovremmo aver paura di dirlo pubblicamente".

## Vita privata
Sposata con Sergej Mochov e madre di una figlia, ha annunciato il divorzio nell'agosto 2021.